# Volcanalia picturata
Volcanalia picturata är en insektsart som beskrevs av William Lucas Distant 1917. Volcanalia picturata ingår i släktet Volcanalia och familjen kilstritar.
Artens utbredningsområde är Seychellerna. Inga underarter finns listade i Catalogue of Life.